# 河北港口集团
河北港口集团有限公司，簡稱河北港口集团（英語：Hebei Port Group Co., Ltd.）是一家中国物流公司。

## 历史
在清光绪二十四年三月初五（1898年3月26日），光绪皇帝钦定秦皇岛开埠，最早成立前身為「开平矿务局秦皇岛经理处」。
1949年，在中華人民共和國成立後，更名為「秦皇岛港务局」；1999年，轉為中央直屬企業；2002年轉為河北省政府管轄更名「秦皇岛港务集团有限公司」。2009年，經河北省人民政府国有资产监督管理委员会持有後，更名為「河北港口集团有限公司」。
業務在國內經營港口建設、開發、資產運營等金融投資行業，包括秦皇島港、曹妃甸港及黃驊港。。
2014年8月，天津港集團和河北港口集团組成「渤海津冀港口投資發展有限公司」。
2017年3月3日，河北港口集團和与中信产业投资基金管理有限公司在秦皇岛港签署战略合作框架协议，涉資金額為20億元人民幣。
2017年3月16日，河北港口集團和中信产业基金共同谋划大健康产业布局。

## 外部連結
- porthebei.com （页面存档备份，存于）